# بندياكة محيرة
بندياكة محيرة (الاسم العلمي:Pandiaka confusa) هي نوع من النباتات تتبع جنس البندياكة من الفصيلة القطيفية.